# Kasteel van Herlegem
Het Kasteel van Herlegem is een kasteel aan de Herlegemstraat in Kruishoutem (Kruisem) aan de Zaubeek op de grens met Waregem. De kasteelsite van de heerlijkheid Herlegem is zeer oud (mogelijk Frankische oorsprong) en is sinds 1680 in het bezit van de familie Van Pottelsberghe de la Potterie. Het kasteel in Lodewijk XVI-stijl staat ingeplant midden in een rechthoekig eiland. Het kasteeldomein bestaat uit walgrachten rond het afzonderlijk omgrachte kasteel met toegangsbrug ten zuiden, ereplein met in U-vorm ingeplante dienstgebouwen, een ruime rechthoekige omgrachte moestuin en een boomgaard. Bij het neerhof van het kasteel staat de Herlegemmolen.